# Lądowisko Hajnówka
Lądowisko Hajnówka – lądowisko sanitarne w Hajnówce, w województwie podlaskim, położone przy ul. Doc. Adama Dowgirda 9. Przeznaczone jest do wykonywania startów i lądowań śmigłowców sanitarnych i ratowniczych w dzień i w nocy o dopuszczalnej masie startowej do 5700 kg. 
Zarządzającym lądowiskiem jest Samodzielny Publiczny Zakład Opieki Zdrowotnej. W roku 2013 zostało wpisane do ewidencji lądowisk Urzędu Lotnictwa Cywilnego pod numerem 182
Koszt budowy lądowiska wyniósł 1,33 mln zł.